# Fred P. Ellison
Fred P. Ellison (1922 — 2014) foi um escritor estadunidense.